# Ibn Manzūr
Ibn Manzūr, mit vollem Namen Muhammad ibn Mukarram ibn Ali ibn Ahmad ibn Manzur al-Ansari al-Ifriqi al-Misri al-Chazradschi Dschamaladin Abu al-Fadl (arabisch محمد بن مكرم بن علي بن أحمد بن منظور الأنصري الإفريقي المصري الخزرجي جمال الدين أبو الفضل, DMG Muḥammad b. Mukarram b. ʿAlī b. Aḥmad b. Manẓūr al-Anṣārī al-Ifrīqī al-Miṣrī al-Ḫazraǧī Ǧamāl ad-Dīn Abū l-Faḍl; * Juni oder Juli 1233; † Dezember 1311 oder Januar 1312 in Kairo) war arabischer Lexikograph und Autor des Lisan al-Arab.

## Biographie
Ibn Manzur wurde 1233 geboren, war gemäßigter Schiit und führte seine Abstammung auf Ruwaifiʿ b. Ṯābit al-Anṣārī zurück, der 668 arabischer Gouverneur in Tripolis wurde. Ibn Hadschar berichtet, er sei ebendort Qādī gewesen und habe sein Leben als Beamter im Dīwān al-Inscha' verbracht, einer Kanzlei, die u. a. für den Schriftverkehr, die Archivierung und Kopien zuständig war. Fück vermutet ihn daher mit Muḥammad b. Mukarram identifizieren zu können, der einer der Sekretäre dieser Institution (die sog. Kuttāb al-Inšāʾ) unter Qalawun war. Nach Brockelmann studierte er Philologie. Er widmete sich zeit seines Lebens mit Exzerpten aus Werken historischer Philologie. Dabei soll er 500 Bände dieser Arbeiten hinterlassen haben. Er starb um die Jahreswende 1311/1312 in Kairo.

## Schriften

### Lisan al-Arab
Das Lisan al-Arab (لسان العرب, DMG Lisān al-ʿArab) wurde 1290 von Ibn Manzur fertiggestellt und ist neben dem Tadsch al-Arus des Ibn Murtada († 1790/1791) mit 20 Bänden (in der meistzitierten Kairiner Ausgabe) das bekannteste und umfangreichste Wörterbuch der arabischen Sprache. Als maßgebliche Quellen liegen ihm das Tahḏīb al-Luġa des Azharī, das Muḥkam des Ibn Sīda, das Nihāya des Ḏahabī sowie Ǧauharīs Ṣiḥāḥ und die hierzu von Ibn Barrī verfassten Glossen (Kitāb at-Tanbīh wa-l-Īḍāḥ) vor. Außerdem folgte er dem Ṣiḥāḥ in der Anordnung der Wurzeln: Die Lemmata werden nicht wie in der heutigen semitischen Philologie üblich nach der alphabetischen Reihenfolge der Radikale (auch Wurzelkonsonanten) geordnet, sondern nach dem letzten Radikal – was das Finden reimender Endungen erheblich erleichtert. Weiterhin zeichnet sich das Lisan al-Arab dadurch aus, dass zwar die direkten Quellen, nicht oder selten aber deren Referenzen genannt werden. Das damit erschwerte Nachvollziehen der lexikographischen Entwicklung korrigierte durch Recherche der Quellen allerdings Ibn Murtada im Tadsch al-Arus, das wiederum auf das Lisan zurückgeht. Das Lisan wurde nach Ignatius d'Ohsson bereits im 18. Jahrhundert in Istanbul gedruckt, und damit für den islamischen Raum recht früh.

#### Ausgaben (u.a.)
- al-Maṭbaʿa al-Kubra al-Amirīya, Bulaq 1883–1890 (20 Bände).
- Dar Sadir, Beirut 1955–1956 (15 Bände).

### Andere
- Aḫbār Abī Nuwās, eine Bio-Bibliographie des arabisch-persischen Dichters Abu Nuwas; gedruckt (mit Kommentar von Muhammad Abd ar-Rasul) 1924 in Kairo sowie herausgegeben von Schukri M. Ahmad 1952 in Bagdad.
- Muḫtaṣar taʾrīḫ madīnat Dimašq l-Ibn ʿAsākir, Zusammenfassung der Geschichte Damaskus' nach Ibn ʿAsākir.
- Muḫtaṣar taʾrīḫ madīnat Baġdād li-s-Samʿānī, Zusammenfassung der Geschichte Bagdads nach as-Samʿānī († Januar 1167).
- Muḫtaṣar Ǧāmiʿ al-Mufradāt, Zusammenfassung der Abhandlung über Heil- und Nahrungsmittel des al-Baiṭār.
- Muḫtār al-aġānī fi-l-aḫbār wa-t-tahānī, eine Auswahl an Liedern; gedruckt 1927 in Kairo.
- Niṯār al-azhār fī l-layl wa-l-nahār, eine kurze astronomische Abhandlung über Tag und Nacht sowie Sterne und Sternzeichen; gedruckt 1880 in Istanbul.
- Taḏkirāt al-Labīb wa-nuzhat al-adīb (falls nach Fück identisch mit Muḥammad b. Mukarram), diente al-Qalqaschandi als Quelle.